# Atahualpa Yupanqui

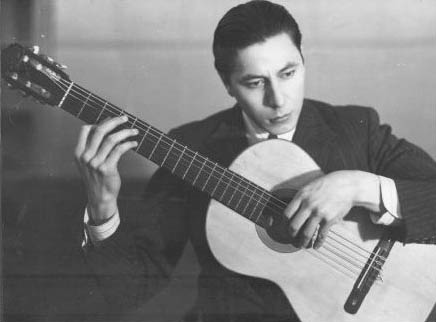
Yupanqui, 1935

Atahualpa Yupanqui (* 31. Januar 1908 als Héctor Roberto Chavero in Pergamino, Argentinien; † 23. Mai 1992 in Nîmes, Frankreich) war ein argentinischer Sänger, Songwriter, Gitarrist und Schriftsteller. Er wird als der wichtigste argentinische Folklore-Musiker des 20. Jahrhunderts gewertet.

## Leben
Atahualpa Yupanqui wurde unter dem bürgerlichen Namen Héctor Roberto Chavero in Pergamino in der Provinz Buenos Aires als Sohn einer baskischen Mutter und eines kreolischen Vaters geboren. Mit sechs Jahren begann er Violine zu spielen und wenig später Gitarre. Seine Familie zog nach San Miguel de Tucumán, als er zehn Jahre alt war.
Angeblich suchte er sich schon als Jugendlicher das Pseudonym Atahualpa Yupanqui aus. Atahualpa war der letzte Herrscher des Inkareiches, der Zusatz Yupanqui bezeichnet eine Person, "die etwas erzählen wird".
In jungen Jahren reiste Yupanqui sehr viel durch den Nordwesten von Argentinien und durch den Altiplano und studierte die indigenen Kulturen. Er trat der kommunistischen Partei bei und musste 1931 nach dem fehlgeschlagenen Aufstand der Kennedy-Brüder das Land verlassen. Er suchte in Uruguay Zuflucht. 1934 kehrte er nach Argentinien zurück.
Mit 20 komponierte er seine ersten Lieder (Camino de Indio und Nostalgia Tucumana). Im Jahre 1935 besuchte Atahualpa Yupanqui zum ersten Mal die Stadt Buenos Aires, und als seine Kompositionen immer populärer wurden, wurde er eingeladen, im Nationalen Radio zu spielen. Kurz danach lernte er Antonieta Paula Pepin Fitzpatrick, mit dem Spitznamen „Nenette“, kennen, die seine lebenslange Gefährtin werden sollte und ihn unter dem Pseudonym „Pablo Del Cerro“ musikalisch unterstützte.
Während der Militärdiktatur von 1946 bis 1949 wurde er ständig belästigt und auch inhaftiert. 1949 verließ er das Land und zog nach Europa. Édith Piaf lud ihn ein, im Juni desselben Jahres in Paris aufzutreten. Danach tourte er durch ganz Europa.
1952 kehrte er nach Buenos Aires zurück. Wegen seiner Kritik an der Kommunistischen Partei wurde er aus der Partei ausgeschlossen, was es für ihn einfacher machte, im Radio aufzutreten. Dennoch wurde er mit Argwohn von den Anti-Peronisten behandelt, die nach dem Fall Peróns im Jahre 1956 an die Macht kamen.
In den darauf folgenden Jahren lebte Atahualpa Yupanqui in seinen Häusern in Buenos Aires und in Cerro Colorado in der Provinz Córdoba. Zwischen 1963 und 1964 tourte er durch Kolumbien, Japan, Marokko, Ägypten, Israel und Italien. 1967 tourte er durch Spanien und ließ sich in Paris nieder. Er kehrte zwar regelmäßig nach Argentinien zurück, aber diese Reisen wurden ab 1976 immer seltener, nachdem Jorge Rafael Videla mit seiner Militärjunta die Macht in Argentinien übernommen hatte. In dieser Zeit war in Argentinien selbst die Berichterstattung über Yupanqui verboten.
Atahualpa Yupanqui starb 1992 in Nîmes, im Süden Frankreichs, im Alter von 84 Jahren.

## Werke und Spieltechnik
Zu den bekanntesten Kompositionen von Atahualpa Yupanqui gehören Viene clareando, El arriero, Zamba del grillo, La añera, La pobrecita, Milonga del peón de campo, Camino del indio, Chacarera de las piedras, Recuerdos del Portezuelo, El alazán, Indiecito dormido, El aromo, Le tengo rabia al silencio, Piedra y camino, Luna Tucumana, Los ejes de mi carreta, Sin caballo y en Montiel, Cachilo dormido und  Tú que puedes vuélvete. Viele seiner Werke sind frei im Internet verfügbar.
Yupanqui spielte die Gitarre im Gegensatz zur "normalen" Spielweise linkshändig, das heißt, seine linke Hand zupfte die Saiten, und seine rechte Hand griff die Akkorde. Die Musik Yupanquis zeichnet sich durch den Gebrauch von alternativen Stimmungen aus. Oft ist die tiefste Saite einen Ton tiefer auf D gestimmt – manchmal sind auch andere Saiten umgestimmt –, oder alle Saiten sind einen oder zwei Ganztöne tiefer gestimmt.

## Zitat
„Ich wurde in einem Dorf der argentinischen Pampa geboren. Meine Mutter war Baskin, und von ihr habe ich die Liebe zur Freiheit. Mein Vater war Indianer und Landarbeiter. Er hat mir den Sinn für die Stille der Wälder und der Steine gegeben. Ich nehme die Not des Volkes in mir auf, die Verlassenheit des Menschen, seinen Schmerz, den ich empfinde, wie einen eigenen Schmerz.“